# Baltzar von Platen
Il Conte Baltzar Bogislaus von Platen (Rügen, 29 maggio 1766 – Christiania, 6 dicembre 1829) è stato un militare e politico svedese. Era nato nella Pomerania Svedese, sull'isola di Rügen (ora in Germania) da Philip Julius Bernhard von Platen, feldmaresciallo e governatore generale svedese della Pomerania, e Regina Juliana von Usedom.

## Marina svedese
All'età di 13 anni Baltzar entrò nella Regia Marina Svedese dove prestò servizio con distinzione fino alle dimissioni nel 1800, dopo aver raggiunto il grado di Capitano.

## Göta Kanal
Dopo la rivoluzione del 1809 divenne membro del governo e, l'anno successivo, ricevette una promozione a contrammiraglio. È stato anche nominato presidente della direzione del Canale di Göta, incaricato di costruire un canale attraverso la Svezia. Il canale, su progetto di Thomas Telford, sarebbe stato completato solo nel 1832, dopo la morte di von Platen, ma durante la sua costruzione scoprì due esperti fratelli di ingegneria meccanica John Ericsson e Nils Ericson.

## Onori
Fu eletto membro dell'Accademia reale svedese delle scienze nel 1815. Fu nominato governatore della Norvegia il 26 novembre 1827, carica che mantenne fino alla sua morte a Christiania (vecchio nome di Oslo), la capitale norvegese, il 6 dicembre 1829.

## Sepoltura
Era sposato con Hedvig Elisabeth Ekman. La tomba di Baltzar von Platen si trova sul lato del canale Göta a Motala, dove è una sorta di attrazione turistica, soprattutto per i visitatori del canale.